# Debbi Peterson
Debbi Peterson (Northridge, 22 augustus 1961) is een Amerikaans muzikant. Zij is de jongere zus van Vicki Peterson, en samen richtten ze in 1981 The Bangles op.
In 1991, toen The Bangles al gestopt waren, ging ze als drummer spelen in Spinal Tap. In 1992 werd ze drummer van Kindred Spirit, dat ze tot 1997 deed. In 2000 werden The Bangles weer herenigd, en ging Peterson daar weer drummen.
In 1989 huwde ze tourmanager Steve Botting. Ze hebben samen twee kinderen.
- Biblioteca Nacional de España: XX1596496
- Gemeinsame Normdatei: 134271931X
- International Standard Name Identifier: 0000 0000 6087 7956
- Library of Congress Control Number: no2016055763
- MusicBrainz: 9cf892cb-8b6e-4414-b4b2-d55e11d7dafe
- Virtual International Authority File: 87324767
- WorldCat: E39PBJjMF4WrDdmkqgDFb8cF8C